# Kuala Sungai Baru
Kuala Sungai Baru (en malayo: Kuala Sungai Baru) es una localidad de Malasia, en el estado de Malaca.
Se encuentra a 6 m sobre el nivel del mar. 

## Demografía
Según estimación 2010 contaba con 12941 habitantes.